# Iván Moreno Sánchez
Iván Moreno Sánchez (Castellón, 27 de mayo de 1996) es un ciclista español que compite con el Global 6 Cycling.

## Trayectoria
Destacó como amateur en las filas del conjunto Lizarte consiguiendo victorias como una etapa y la general final de la Vuelta a Zamora. Debutó como profesional en 2020 con el Equipo Kern Pharma.

## Palmarés
- Todavía no ha conseguido victorias como profesional.

## Equipos
- Equipo Kern Pharma (2020-2022)
- Global 6 Cycling (2023-)